# Comité de Niš
El Comité Serbio de Liberación del Sanjak de Niš, conocido como Comité de Niš (en serbio: Нишки комитет / Niški komitet) fue una organización revolucionaria serbia (movimiento de liberación nacional) con sede en Niš, establecida en 1874, con el objetivo no sólo de liberar Niš y sus alrededores inmediatos, sino también todo el Sanjak de Niš, incluyendo Leskovac, Pirot, Vranje, Breznica y Tran, de manos del Imperio Otomano.